# Faro del Frontón de Caracas
El Faro del Frontón de Caracas es el nombre que recibe una estructura activa localizada en el este de la isla africana de Bioko, específicamente en el sector llamada Punta del Frónton de Caracas, en la región insular y al norte de Guinea Ecuatorial. El faro tiene una plano focal de 19 m (62 pies), tres flashes, blancos o rojos dependiendo de la dirección, cada 12 s. 8 m (26 pies) de la torre piramidal, pintada de blanco. Se sitúa en un promontorio a unos 8 kilómetros (5 millas) al noreste de la localidad de Riaba.